# Тракторозаводський район (Волгоград)
Тракторозаводський район (рос. Тракторозаводский район) — один з районів Волгограда (Росія), розташований на північній околиці міста.
Глава адміністрації — Зуєв Олександр Васильович.

## Географія

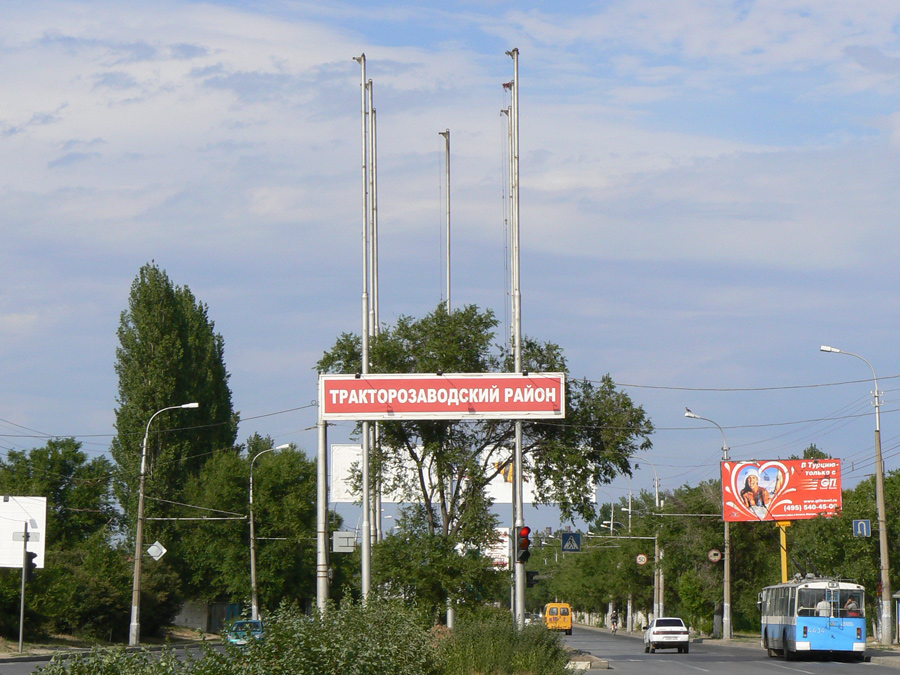
Тракторозаводський район

- Займана площа: 54 км², третє місце серед районів міста.[4]
- Населення: 136 746 чол. (2002), четверте місце серед районів міста.[5]
- Протяжність доріг: 158 км.[6]

З півдня район примикає до Краснооктябрського району Волгограду, на сході розділений Волгою з містом Волзький, а з заходу і півночі межує з Городіщенським районом Волгоградської області. У північно-східній частині району починається Волзька ГЕС з мостовим переходом на місто Волзький (адміністративно ГЕС відноситься до міста Волзький).
До складу району входять селища: Верхній, Верхнезареченський, Гірний, ГЕС, Забазний, Замечетінський, Зарічний, Латошинка, Лінійний, Нижній Тракторний, Спартановка та смт Водстрой.

## Історія
Перша половина XIX століття — заснування селища Спартановка і села Ринок в околицях Царицина.
12 липня 1926 — закладка Сталінградського тракторного заводу, якому район зобов'язаний своїм народженням.
17 червня 1930 — з конвеєра заводу зійшов перший радянський трактор.
14 травня 1936 — створення Тракторозаводського району: населення склало 55,4 тисячі чоловік, площа — 6000 га.
Червень 1936 — Тракторозаводський район утворений як адміністративна одиниця.
23 серпня 1942 — масове бомбардування Сталінграда фашистською авіацією. Район зруйновано практично повністю (див. Сталінградська битва).
14 жовтня — окупація Тракторозаводського району німецько-фашистськими військами.
2 лютого 1943 — закінчення Сталінградської битви, звільнення району від окупації.
Середина лютого — початок відновлювальних робіт.
26 січня 1959 — розпочав роботу алюмінієвий завод.
1972 рік — повністю завершено відновлення району; промисловість перевищила довоєнний рівень виробництва більш ніж у 10 разів.

## Економіка

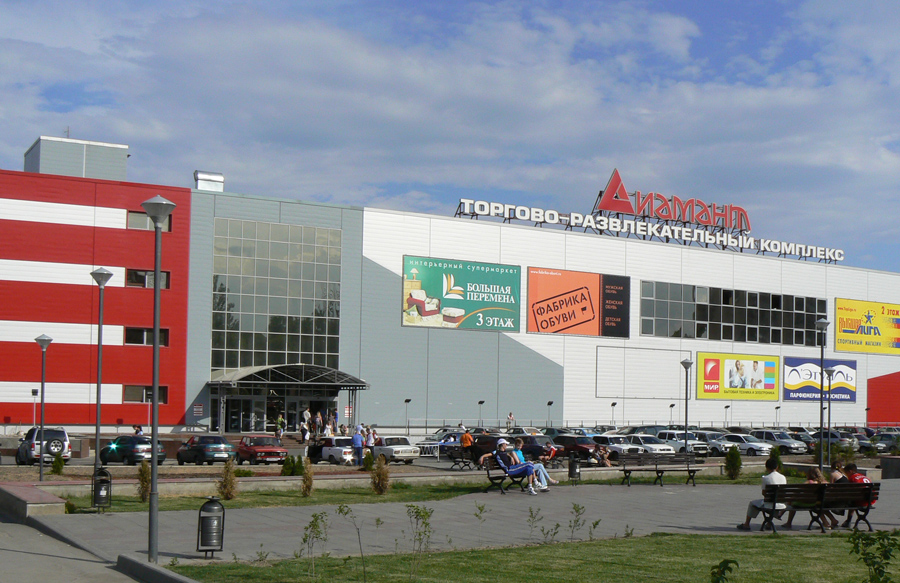
ТРК Діамант (червень 2007)

Основними галузями в районі є: промисловість, торгівля і громадське харчування, будівництво, ЖКГ та транспорт. На території Тракторозаводського району зареєстровано понад 5 тисяч підприємств різної форми власності. Район активно забудовується об'єктами торгівлі та соціально-побутового призначення.
З квітня 2005 року район перестав бути дотаційним, що дозволяє своєчасно фінансувати бюджетну сферу, підвищувати рівень благоустрою, розвивати соціальну сферу.
Річний обсяг надходжень на 2006 рік в усі рівні бюджетів становить майже 900 млн рублів, у тому числі до міського бюджету — близько 347 млн рублів.
У загальній сумі витрат домінуюче становище займають галузі, що забезпечують життєдіяльність району — освіта (45,5 %), житлово-комунальне господарство (23 %), охорона здоров'я (19,4 %), соціальний та молодіжна політика (2,1 %).

### Найбільші підприємства
- ВАТ «Тракторна компанія «ВгТЗ»
- ВАТ «Волгоградський алюміній»
- ВАТ «Волгоградський кисневий завод»
- ВАТ «Спецнафтоматеріали»
- ЗАТ «Тракторозаводський хлібокомбінат»
- ВАТ «Волгоградська бісквітна фабрика»
- ВАТ «РСУ ТЗР»
- завод Волма-ВТР (Підприємство корпорації «Волма»)

### Центри культури, освіти та розваг
- ПК ВГТЗ
- Будинок Культури Волгоградського алюмінієвого заводу
- стадіон «Трактор»
- кінотеатр «Ударник»
- інститут ВПІ (лабораторний корпус)
- навчальний центр «Юний технік»
- ФОК Трактор та спорт
- кінотеатр «Луч»
- ТРК «Діамант»

### Центри торгівлі
- Тракторозаводський речовий ринок, найбільший в місті
- Торгово-розважальний комплекс «Діамант»
- Торговий центр «Привоз»

## Транспорт

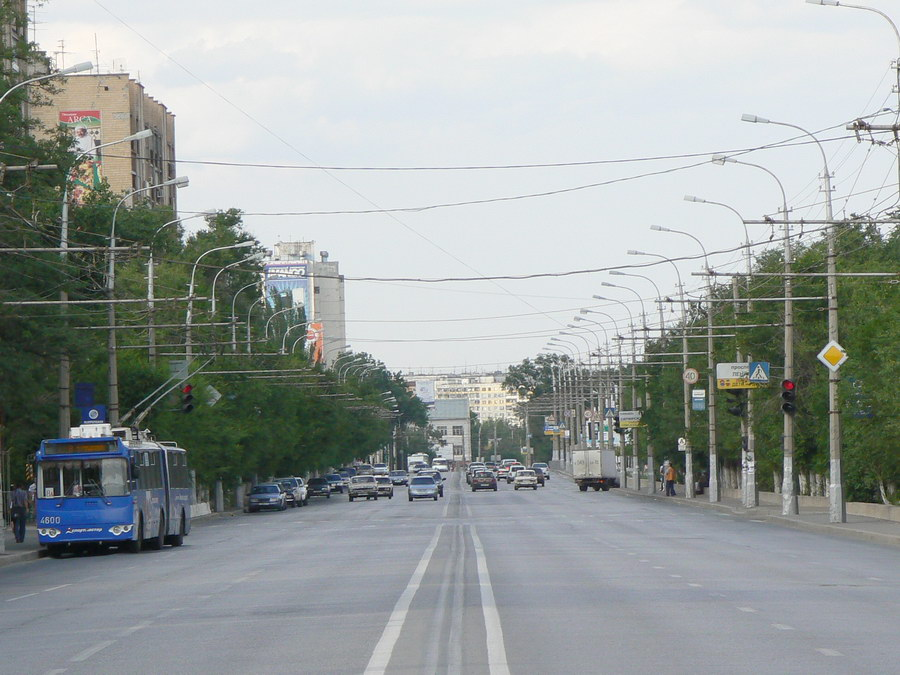
Проспект Леніна

Через Тракторозаводський район проходять всі три найважливіші дороги Волгограда — 1, 2 і 3 Поздовжні автомагістралі. Перша з них збігається з найдовшою вулицею міста проспектом ім. В. І. Леніна і вулицею ім. Миколи Отради і є найбільш жвавою транспортною артерією.
Діють всі види громадського транспорту Волгограда:
- трамвай за маршрутом «ШТ»;
- тролейбус за маршрутами № 1, 3, 8, 8А, 9;
- електропоїзд по двох лініях, що зв'язує всі райони Волгограда, а також місто Волзький;
- автобуси за цілорічним маршрутами № 10, 11, 11а, 21э, 37э, 55, 59э, 101э, 105э, 114, 149э.

## Пам'ятки
На території району 92 історичних та пам'ятних місця. З них: 1 пам'ятник археології, 12 пам'яток історичних подій, 8 скульптурних пам'ятників, 67 меморіальних дощок, 4 братські могили поховань захисників Сталінграда.

### Площа Дзержинського

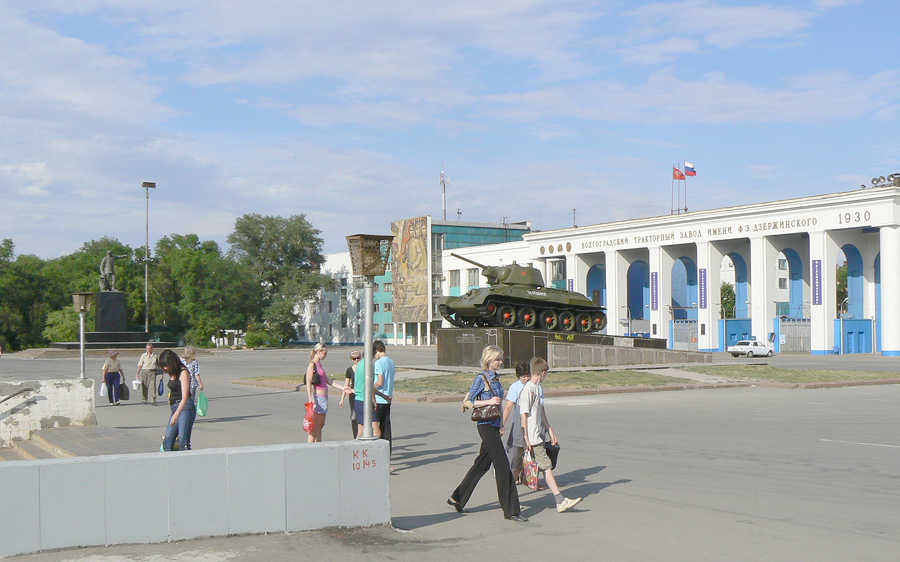
Площа Дзержинського

Площа Дзержинського — центр та «візитна картка» району. На ній встановлені: пам'ятник Феліксу Дзержинському, танк Т-34, який брав участь у боях за Тракторозаводський район, і залишений тут в 1943 році як пам'ятник (в 1978 році поставлений на постамент), 2 мозаїчних панно центральних прохідних Тракторного заводу, присвячених військовим і трудових подвигів його робітників.

### Пам'ятники присвячені Сталінградській битві

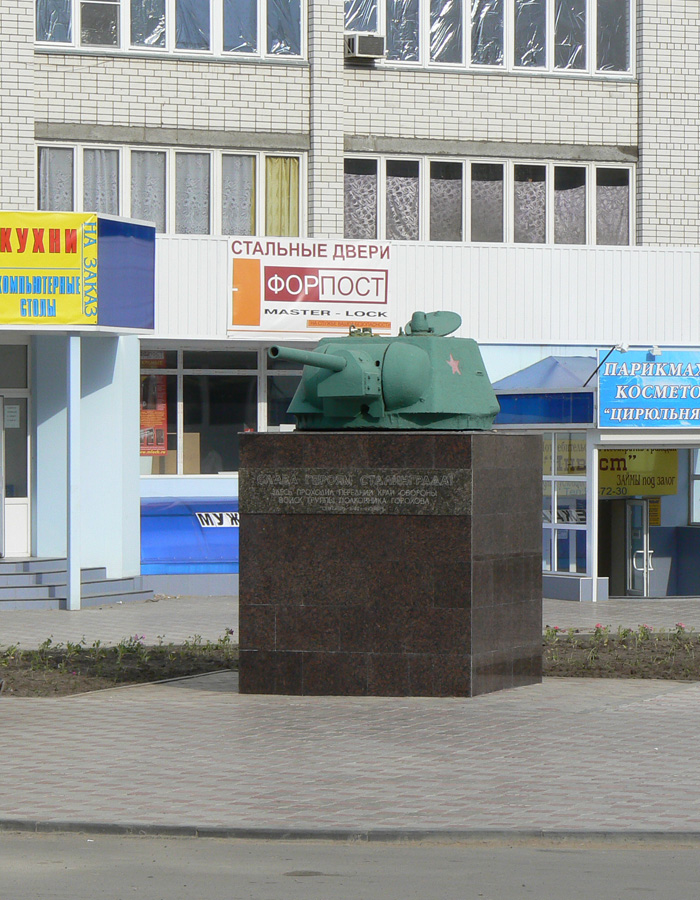
Танкова башта на Спартановці

Пам'ятник «Захисникам міста від вдячних тракторобудівників». Скульптура воїна наразі знаходиться в парку перед ТРК «Діамант» на проспекті Леніна.
Пам'ятні знаки у вигляді башт танків Т-34, що позначають передній край оборони, що склався на 19 листопада 1942 — день початку контрнаступу під Сталінградом. 4 з 18 таких знаків по всьому Волгограду розташовані в Тракторозаводському районі: на вулиці Менжинського в селищі Спартановка, на вулиці Тракторобудівників у Нижньому селищі тракторного заводу і на вулиці Колумба в селищі ГЕС, на 2-й поздовжній магістралі на околиці районного кладовища.
- Пам'ятник на місці з'єднання військ 24 листопада 1942 у роз'їзду 1-ї Поздовжної магістралі і траси на м. Волзький.
- Пам'ятник воїнам 21-го окремого батальйону на вулиці Дегтярьова.
- Пам'ятник бійцям-ополченцям СТЗ на проспекті ім. Леніна.
- Братська могила воїнів Радянської Армії на території районного кладовища.
- Братська могила моряків Волзької військової флотилії в сквері селища Водстрой.

### Пам'ятники історії соціалізму
Меморіальний комплекс у Парку пам'яті воїнам-інтернаціоналістам м. Волгограда, загиблим в Афганській війні. Розташований в селищі Спартановка.
Пам'ятник-монумент гідробудівників на березі Суха Мечетка, біля дороги на греблю ГЕС. Алюмінієва фігура заввишки 10 м на залізобетонному постаменті заввишки 5 м. Напис «Слава будівникам комунізму».

### Пам'ятки археології
Палеолітична стоянка «Суха Мечетка» мустьерского періоду (75—100 тис. років тому) — «Волгоградська стоянка». Найдавніше на Східно-Європейський рівнині поселення первісної людини. Пам'ятники зруйновані сучасною забудовою.

## Архітектура
У Тракторозаводському районі присутні житлові забудови різних типів. У старій частині, в районі площі ім. Дзержинського і далі у напрямку до центру міста переважає архітектура сталінської епохи, в основному будинки для робітників тракторного заводу в стилі «Сталінський ампір», відновлені і добудовані після закінчення Сталінградської битви. Нові мікрорайони на північ від річки Мокра Мечетка (Спартановка, ГЕС, Водстрой) забудовані кварталами типових житлових будинків — «хрущовок», так і більш пізніх 9-16-поверхових будівель. Селище Латошинка є швидко зростаючим комплексом елітних котеджів, виконаних за індивідуальними проектами.